# Джонс, Глин Смолвуд
Сэр Глин Смолвуд Джонс (англ. Glyn Smallwood Jones; 9 января 1908, Честер, Англия — 10 июня 1992, Лондон) — британский государственный деятель, колониальный чиновник, последний губернатор Ньясаленда (ныне Малави) (1964—1966).
Образование получил в Колледже Святой Екатерины в Оксфорде. В 1930 году был принят на работу в Северную Родезию (ныне Замбия) в качестве административного офицера-кадета колониальной службы.
В 1951 году Джонс был назначен комиссаром по развитию коренных народов и поселился в столице Северной Родезии Лусаке. В 1955 году стал исполняющим обязанности министра развития Федерации Родезии и Ньясаленда, а также был назначен членом Законодательного совета и временным официальным членом Исполнительного совета. С декабря 1955 года — комиссар, а в 1959 году назначен на пост главного секретаря Ньясаленда.
С 1961 года до обретения Ньясалендом независимости в 1964 году был генерал-губернатором. Затем, занимал пост губернатора Малави с 1964 года до провозглашения страны республикой в 1966 году.
После чего вернулся на родину, где и умер.